# Technische Universität Košice
Die Technische Universität Košice, slowakisch Technická univerzita v Košiciach, ist eine öffentliche technische Universität in der slowakischen Stadt Košice.

## Geschichte
Bereits 1657 wurde eine Universitas Cassoviensis in Košice gegründet. 1937 erfolgte die Gründung einer ersten technischen Fachschule in Košice, die jedoch bedingt durch die Vorkriegsereignisse ihren Lehrbetrieb nicht aufnahmen konnte, sondern zuerst nach Prešov, dann nach Martin und schließlich nach Bratislava verlegt wurde, wo sie später den Kern der Technischen Universität Bratislava bildete.
Im Juli 1952 wurden am Standort Košice durch Regierungsbeschluss Nr. 30/1952 die ersten drei Fakultäten für Maschinenbau, Bergbau und Metallurgie gegründet. 2005 wurde die Luftwaffenakademie Milan Rastislav Štefánik der Universität als Fakultät für Luftfahrt eingegliedert.

## Fakultäten
Es gibt neun Fakultäten:

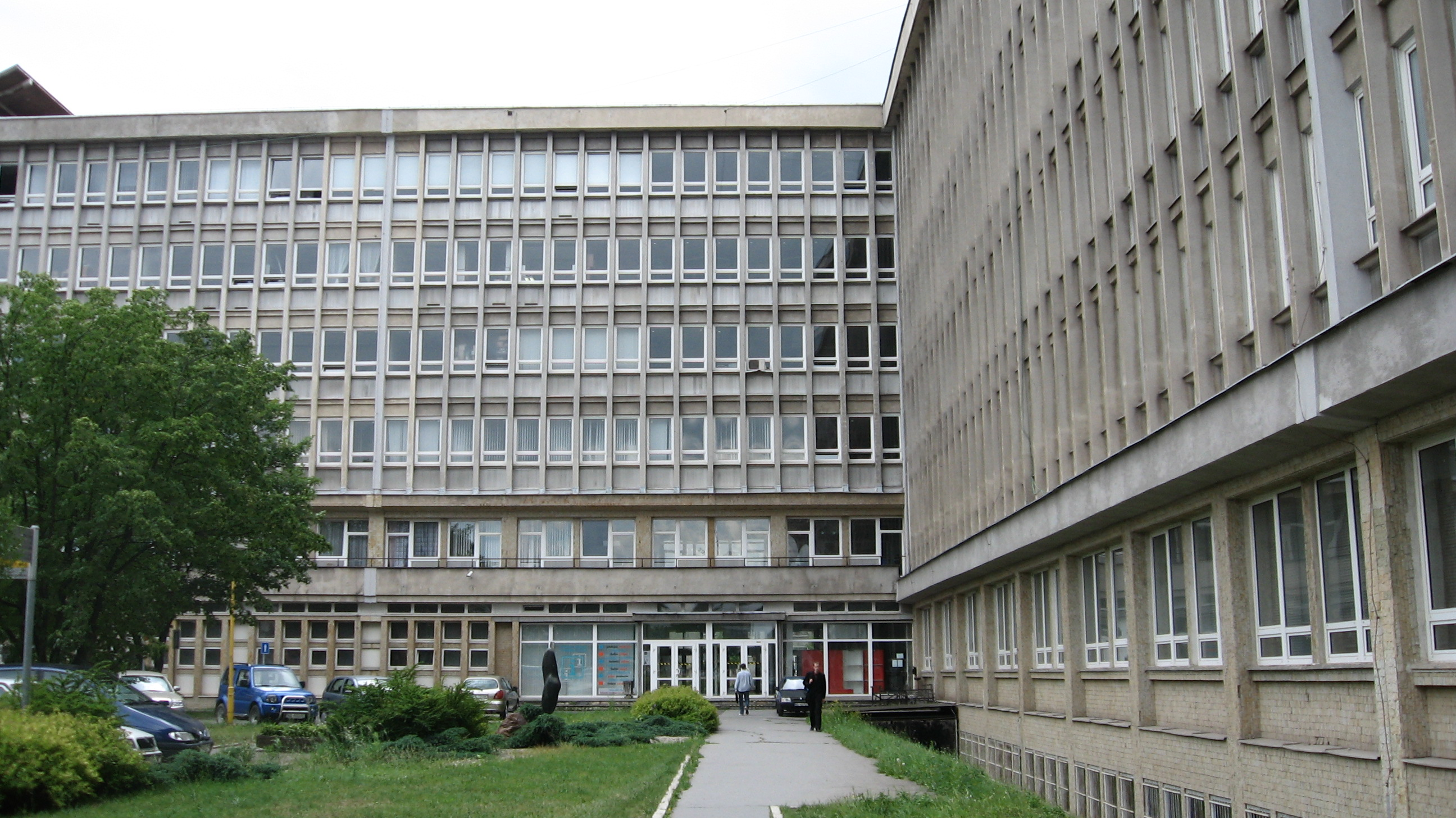
Das Hauptgebäude der Universität

- Fakultät für Bergbau, Ökologie, Prozessleittechnik und Geotechnik
- Fakultät für Metallurgie
- Fakultät für Maschinenbau
- Fakultät für Elektrotechnik und Informatik
- Fakultät für Bauingenieurwesen
- Fakultät für Wirtschaftswissenschaften
- Fakultät für Fertigungstechnik (in Prešov)
- Fakultät für Gestaltung
- Fakultät für Luftfahrt